# Vic Wild
Victor Ivan "Vic" Wild (rus. Виктор Айван Уайлд) (White Salmon, Washington, SAD, 23. kolovoza 1986.) je ruski snowboarder američkog podrijetla. Na Olimpijadi u Sočiju 2014., Wild je osvojio dva zlata u paralelnom slalomu i paralelnom veleslalomu.
Wild je izvorno nastupao za SAD, međutim završetkom ZOI 2010. u Vancouveru, američki skijaški savez je ukinuo svoj alpski snowboarding program. Umjesto da okonča karijeru, Wild je odlučio napustiti domovinu te se 2011. godine oženio za rusku snowboardericu Alenu Zavarzinu. Time je dobio rusko državljanstvo te počeo nastupati za njihovu reprezentaciju.

## Olimpijske igre

### OI 2014. Soči
| Soči 2014. Finale - paralelni slalom | Soči 2014. Finale - paralelni slalom | Soči 2014. Finale - paralelni slalom |
| RANG                                 | Natjecatelj                          |                                      |
| ------------------------------------ | ------------------------------------ | ------------------------------------ |
|                                      | Vic Wild                             |                                      |
|                                      | Žan Košir                            |                                      |
|                                      | Benjamin Karl                        |                                      |

| Soči 2014. Finale - paralelni veleslalom | Soči 2014. Finale - paralelni veleslalom | Soči 2014. Finale - paralelni veleslalom |
| RANG                                     | Natjecatelj                              |                                          |
| ---------------------------------------- | ---------------------------------------- | ---------------------------------------- |
|                                          | Vic Wild                                 |                                          |
|                                          | Nevin Galmarini                          |                                          |
|                                          | Žan Košir                                |                                          |

## Vanjske poveznice
- Službena web stranica Vica Wilda